# Lijst 14
Die Lijst 14 (Liste 14) war eine gemeinsame Liste niederländischer Kleinparteien, die zu den Parlamentswahlen von 2006 antrat.

## Geschichte
Für die Parlamentswahl von 2006 schlossen sich eine Reihe von Kleinparteien und Organisationen zu der gemeinsamen Liste zusammen. Lijst 14 sah sich selbst als politische Bewegung, nicht als Partei, und hatte als solche auch kein eigentliches Parteiprogramm. Spitzenkandidat war Huib Poortman von De Groenen. Bei der Wahl trat die Lijst 14 mit Ausnahme des Wahlkreises Zwolle in allen 19 Wahlkreisen an, holte jedoch nur 2.181 Stimmen (0,0 %) und zog damit nicht ins niederländische Unterhaus ein.

## Vertretene Positionen
In Ermangelung eines Parteiprogramms mit genau definierten Forderungen und Zielen führte die Liste eher einige „Andachtspunkte“ genannte Positionen auf, die von den einzelnen Parteien stammten. So wurde die Sorge über eine Antastung der Privatsphäre durch zunehmende Überwachung zum Ausdruck gebracht, ebenso das Befremden über die Entsendung niederländischer Truppen in den Irak. Die Genmanipulation von Lebensmitteln sollte wieder ein wichtigeres Thema werden, ebenso die nach Ansicht der Lijst 14 zunehmende Schere zwischen Arm und Reich. Es wurde auch ein Missbrauch des Euros, der für zunehmende Verarmung verantwortlich sei, konstatiert; der Kandidat Martin Dessing, Autor eines Euro-kritischen Buches, wollte diesen wieder zur Diskussion stellen.

## Angeschlossene Parteien
In der Liste waren Kandidaten folgender Parteien und Organisationen präsent:
- Alternatieve Volkspartij
- Duurzame ontwikkeling
- De Groenen
- Internetpartij
- Partij voor de Jongeren
- Partij voor de Waarheid
- Platform Belangen van Consument
- Revolutionaire Partij Nederland
- Sociale Volkspartij
- Stichting Grondvest
- Stichting Ter Voorkoming Misbruik Genetische Manipulatie

## Ergebnisse bei nationalen Wahlen
| Jahr | Stimmen | Prozent | +/- | Sitze | +/- |
| ---- | ------- | ------- | --- | ----- | --- |
| 2006 | 2.181   | 0,0 %   |     | 0     |     |